# 教坊
參數所指定的目標頁面不存在，建議更正成存在頁面或直接建立下列一個頁面（建立前請先搜尋是否有合適的存在頁面可以取代）：
- 寺坊

教坊是由唐代起管理宮廷中演出音樂、舞蹈及戲劇的組織。由於教坊中的女藝人為舞優，也被稱作宮妓，是廣義的妓女中的一種，因此到宋元以後，民間的妓院，尤其是女樂演出的場所，有時亦被稱作教坊。

## 唐代
教坊最早在唐高祖武德年間（618年－626年）出現，是為內教坊，歸屬於太常寺管理。武后年間（684年－704年）一度改稱雲韶府。唐中宗時（705年）又恢復舊稱，到開元二年（714年）又增設外教坊四處，二在洛陽，二在長安，並使教坊直接由宮廷派教坊使、教坊副使領導，而不受太常寺管理。
唐代的教坊的業務為管理負責在宮庭中演出歌舞、散樂等的男女藝人。這些藝人依其地位及技藝高低分成不同等級。如：一般的女藝人稱「官人」，較高級女藝人的稱作「內人」或「前頭人」，平民人家進入的女性要學習各種樂器包括琵琶、箏、箜篌等樂器，被稱作搊彈家。
相較於太樂署、鼓吹署等組織以演奏儀式用的雅樂為主，但也演奏燕樂，教坊所所演奏的是較出自民間的娛樂性音樂。

## 宋代
北宋初年於960年即在汴京設置了教坊，分為四部，之後宋平定南方各地，又在各地招來許多新的樂工，靖康二年（1127年），金人攻陷汴京，造成樂器和樂書的散失和教坊的結束。
南宋初由於在戰亂中，未恢復教坊組織，到紹興14年（1144年），才再成立，其後紹興31年（1161年），金人再度侵宋，教坊再廢。之後雖有類似名稱的單位掌音樂事務，但已沒有樂工，而是需演出時臨時招募人員排練演出，這也反映了當時民間藝人的興盛。
宋代的教坊的作用與唐類似，以演演宴樂之用的殕樂為主。在北宋時，分成大曲部、法曲部、龜茲部、鼓笛部四部，分掌不同樂種的教習。至南宋時，更進一步按樂器及表演種類分成十三部色，包括篳篥部、大鼓部、杖鼓部、拍版色、笛色、琵琶色、箏色、方響色、笙色、舞旋色、歌板色、雜劇色、參軍色，各設部頭或色長。

## 遼至清
遼、金亦仿漢人之制設立教坊，以供宴樂演出之用。元代則在大都設有教坊司，掌管及訓練藝人演出音樂及戲劇。明代則在洪武年間（1358年-1398年），在南京設立教坊司，隸屬於禮部，主管乐舞和戏曲。清初亦沿明代設教坊司，順治十六年（1659年），廢除教坊司中的女樂，而以男性內監代替；至雍正七年（1729年），將教坊司改為和聲署。

## 朝鮮
朝鮮半島於高麗開始出現妓生，訓練妓生的場所也稱為教坊，也是她們奉客表演的地方。

## 影響
教坊尤其在唐宋時期，作為國家力量支持的藝術組織，吸收並訓練了大批的藝人，一方面將民間音樂帶入宮庭，另一方面也對於藝人藝術水準的提昇有所貢獻，而在朝代衰落時，常有不少藝人又從教坊流入民間，也將原本宮庭的音樂傳入民間，促成民間音樂的進一步發展。